# Stile Jeffersoniano
Lo Stile Jeffersoniano (Jeffersonian Style in inglese) è il nome alla tipica architettura neoclassica e neopalladiana americana incarnata dai disegni architettonici del presidente statunitense Thomas Jefferson, a cui appunto questo stile deve il nome. Tra questi si includono la sua abitazione (Monticello), la sua residenza di campagna (Poplar Forest), un college da lui fondato (University of Virginia), ed i suoi disegni per case di amici e politici alleati (tra cui spicca Barboursville). Lo stile Jeffersoniano fu popolare tra il 1790 ed il 1830 quando venne affiancato in contemporanea dallo Stile Greek Revival oltre al neoclassicismo di stampo europeo.

## Fonti d'ispirazione
Nella Virginia coloniale durante il XVIII secolo non si formarono delle vere e proprie scuole di architettura e pertanto Jefferson poté apprendere gli stili circolanti all'epoca in Europa unicamente attraverso i libri e lo studio quindi di architetture classiche. Architetto amatoriale e classicista d'ispirazione, venne influenzato pesantemente dall'architetto italiano Andrea Palladio (1508–1580) leggendo e rileggendo i Quattro libri dell'architettura dai quali apprese i fondamenti del disegno classico. Le architetture jeffersoniane sono infatti descritte spesso impropriamente come "palladiane" o "neopalladiane".
Jefferson venne anche influenzato dall'architetto James Gibbs (1682–1754) e da architetture neoclassiche francesi come ad esempio l'Hôtel de Salm di Parigi che ebbe modo personalmente di vedere mentre si trovava in servizio come ambasciatore in Francia. Sebbene lo stile Jeffersoniano incorpori i temi e le proporzioni palladiane, esso è allo stesso tempo differente e personale nelle scelte sulla base dei gusti e dei materiali disponibili in Virginia.
Attualmente sono circa 600 le pagine manoscritte da Jefferson e conservate ricche di appunti di architettura, conservate presso la sede della Massachusetts Historical Society come parte della Coolidge Collection.

## Caratteristiche
Una delle caratteristiche specifiche dell'architettura jeffersoniana è l'uso dell'ottagono nelle forme dei suoi disegni. Palladio non utilizzò mai gli ottagoni, ma Jefferson decise invece di impiegarli in diverso modo, allungandoli e impiegandoli persino nella cupola del Monticello e nella Poplar Forest.
Le caratteristiche essenziali dello Stile Jeffersoniano sono:
- Disegno palladiano (ad esempio con un corpo centrale e ali simmetriche)[6]
- Un portico colonnato alle entrate principali
- Uso di ordini architettonici classici (in particolare tuscanico)
- Presenza del Piano nobile
- Costruzioni in mattoni rossi
- Decorazioni esterne in bianco
- Colonne dipinte
- Ottagoni e forme ottagonali
- Assenza di grandi scaloni interni